# Manicnemus zygonomus
Manicnemus zygonomus is een vliesvleugelig insect uit de familie Encyrtidae. De wetenschappelijke naam is voor het eerst geldig gepubliceerd in 1983 door Khan.